# Malthonea ruficornis
Malthonea ruficornis là một loài bọ cánh cứng trong họ Cerambycidae.